# Městská autobusová doprava v České Lípě
Městská autobusová doprava v České Lípě je provozována přibližně od 60. let 20. století; od roku 2004 do roku 2008 proběhly dvě optimalizace provozu. Do roku 1993 MHD provozoval ČSAD BUS Ústí nad Labem a. s. (jako nástupce ČSAD KNV Ústí nad Labem n. p.), v letech 1993–2008 společnost VETT, od roku 2008 MHD provozovala ČSAD Semily a. s. Spor města se společností VETT a. s. v roce 2007 vedl k řadě soudních sporů a trestních oznámení. Ve výběrovém řízení na provozování MHD od roku 2011 zvítězila společnost ČSAD Jablonec nad Nisou a. s. Vzhledem k tomu, že od prosince 2010 se právním nástupcem jak dosavadního, tak nového dopravce stala společnost BusLine a. s., ke změně dopravce fakticky nedošlo.

## Dopravci a spory

### Dřívější dopravci
V minulosti provozoval MHD v České Lípě krajský podnik ČSAD KNV Ústí nad Labem n. p.
Od roku 1993 přešla MHD do režimu tržní ekonomiky a majitelem veškerého podílu provozu se stal František Homolka ze Zákup, (IČ 19033443, od 8. června 1995 firma doplněna na František Homolka – VETT), později provozování přešlo na společnost VETT a. s. (IČ 25404717), založenou v červenci 1999, jejímž jediným akcionářem byl František Homolka. Původní smlouva platila do 30. června 2003. Od 1. července 2003 s ní město uzavřelo smlouvu na dalších 10 let.

### Spor města s firmou VETT a. s.
Kolem roku 2006 začaly být medializovány spory s městem Česká Lípa. František Homolka v otevřeném dopise z března 2008 dává počátek těchto do problémů do souvislosti s tím, že v roce 2006 údajně odmítl výzvu jakéhosi zastupitele k „jisté formě mimosmluvního plnění“. Od té doby se údajně začalo stupňovat nátlakové jednání ze strany vedení města.
Ze studie optimalizace MHD, kterou v prvním čtvrtletí roku 2007 zpracovala OREDO s. r. o., vyplynulo, že vykazovaná prokazatelná ztráta dopravce výrazně převyšuje částky, za které by MAD provozovali jiní dopravci. Dopravce byl vyzván k uzavření dodatku ke smlouvě, který by ceny srovnal rámce obvyklého u jiných dopravců, a aby znovu předložil vyúčtování za dřívější období. Město spor vysvětlovalo tím, že VETT a. s. požaduje za dopravu až dvojnásobně vyšší ceny, než jsou obvyklé v jiných městech a než by požadovali jiní dopravci, a tvrdilo, že analýza odhalila neefektivní využití vozového parku, nadměrné stavy zaměstnanců, nedůvodně vysoké náklady na pohonné hmoty a nestandardní účetní praktiky dopravce. V březnu 2007 podalo město žalobu, kterou se domáhá vrácení částky 51 142 789 Kč, která je tvořena rozdílem mezi finančními prostředky (zálohami, tržbami a investičními dotacemi) přijatými dopravcem v letech 2003 až 2005 a částkou, která podle města dopravci za dané období náleží. Později město Česká Lípa podalo v rámci konfliktu žalobu ohledně platnosti či neplatnosti Smlouvy o závazku veřejné služby k zajištění dopravní obslužnosti města Česká Lípa ze dne 1. 3. 2002 (uzavřené na dobu 10 roků od 1. července 2003) a údajného bezdůvodného obohacení společnosti VETT a. s.
Na zastaralé a nevyhovující linkové vedení a ještě horší konstrukci jízdního řádu (jehož zadavatelem je město Česká Lípa), které vedou k neekonomickému využití vozového parku a celého provozu MHD a tím k vysokému podílu stálých nákladů, které se tzv. rozpouští do malého počtu ujetých kilometrů, však upozorňovala VETT a. s. již předtím, město však z nejasných důvodů nerespektovalo své vlastní usnesení zastupitelstva č. 346/2004, jímž schválilo plán optimalizace, a v roce 2006 navíc sabotovalo pokus dopravce jeden z kroků optimalizace realizovat.
Spor o dodatek ke smlouvě na rok 2007 se vystupňoval tak, že v červenci 2007 se město rozhodlo, že po zbytek roku objedná dopravu u jiného, výrazně levnějšího dopravce. V období od 26. srpna 2007 do 30. září 2007 z důvodu nedohody o ceně za dopravní výkony zajišťovala náhradní dopravu na objednávku města bez výběrového řízení, formálně jako příležitostnou osobní dopravu (což je z hlediska legálnosti sporné), firma ČSAD Semily a. s. za 1 737 000 Kč (35 Kč za 1 km). Pro cestující byla doprava bezplatná.

### Dodatek smlouvy s firmou VETT a. s.
František Homolka se pokusil prodat akcie společnosti VETT a. s. Přitom se společnosti DC SPED s. r. o. údajně podařilo neférovým jednáním dostat do čela představenstva Alenu Cajthamlovou, matku majitele DC SPED s. r. o., do funkce předsedy představenstva VETT a. s., aniž by DC SPED spol. s r. o. za akcie cokoliv zaplatila.
Poté město se společností VETT a. s. uzavřelo dodatek smlouvy, podle něhož byl normální provoz obnoven od 1. října 2007 a byla dohodnuta výše nákladů (nikoliv výše dotace) 39 Kč/km. Současně byl obsahem dodatku nákup 6 nových, nízkopodlažních autobusů, z toho čtyř do 8. října 2007. Společnosti VETT a. s. bylo v rámci úhrady prokazatelné ztráty za celý rok 2007 městem zaplaceno 8 906 670 Kč (tato dotace představuje asi 22 Kč/km, další část nákladů je hrazena z jízdného), ačkoliv podle rozpočtu města byla schválena úhrada ve výši 20 milionů Kč, v předchozích letech byla dotace kolem 29 milionů Kč ročně. František Homolka tuto dohodu označil za pokus o vytunelování společnosti ze strany DC SPED s. r. o. a zároveň se pozastavil nad tím, že starostka města uzavřela dodatek ke smlouvě, kterou podle dříve podatné žaloby považovala za neplatnou.
15. listopadu 2007 byl do funkce předsedy představenstva znovu zvolen František Homolka, ačkoliv údajně neměl majoritu akcií.
3. prosince 2007 byla firmou DC SPED spol. s r. o. založena dceřiná společnost Dopravní podnik Česká Lípa s. r. o. se sídlem v Ústí nad Labem, jejíž vznik podle Homolky souvisel s pokusem o vytunelování společnosti VETT a. s. František Homolka podal v této věci trestní oznámení, na jehož základě orgány činné v trestním řízení prověřovaly právní úkony osob, které se podílely na zakládání společnosti.

### ČSAD Semily – pokus o koupi VETT a. s., převzetí dopravy

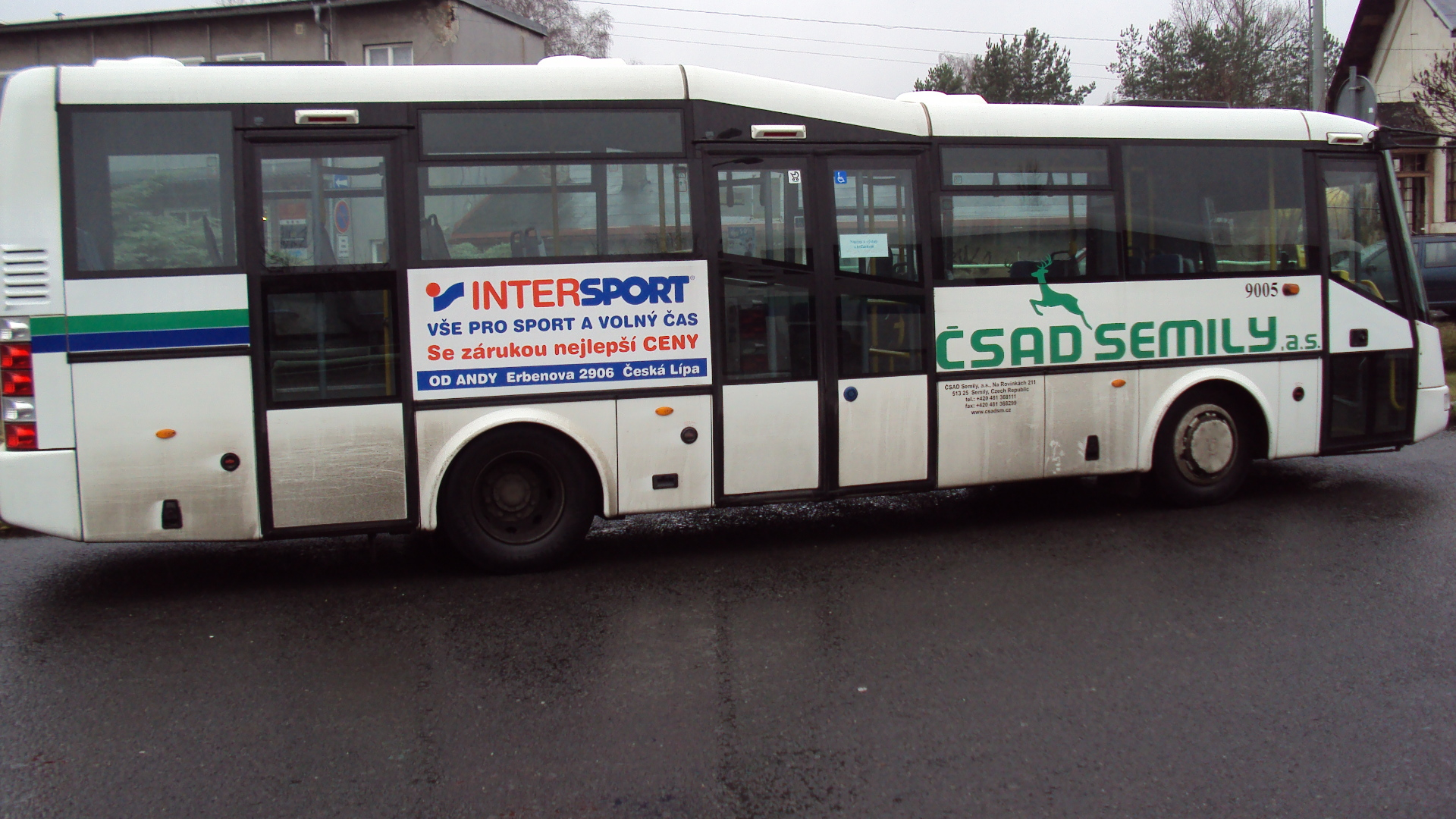
Autobus SOR BN 9,5 dopravce ČSAD Semily v České Lípě

V listopadu 2007 projevili zájem o akcie společnosti VETT a. s. zástupci ČSAD Semily a. s. Zároveň se dohodli na prodeji areálu v Zákupech třetí osobě.
ČSAD Semily a. s. 14. prosince 2007 uzavřela smlouvu o koupi společnosti VETT a. s. s tím, že doplatek kupní ceny měla doplatit do 15. února 2008. Zároveň 14. prosince 2007 ČSAD Semily a. s. zvolila své zástupce (pány Vařila a Roubíčka) do představenstva firmy VETT a. s.
13. února 2008 však ČSAD Semily a. s. oznámila, že nemůže kupní cenu zaplatit, protože stav firmy VETT je mnohem horší, než uváděla, a ČSAD Semily tak od kupní smlouvy odstoupila. Ještě 4. března 2008 však Jiří Vařil, zástupce ČSAD Semily a. s. v představenstvu firmy Vett a. s., vystupoval za firmu Vett při soudním sporu mezi touto firmou a městem. František Homolka podal na členy představenstva ČSAD Semily a. s., kteří byli zároveň členy představenstva VETT a. s., trestní oznámení pro trestný čin zneužívání informací v obchodním styku. Společnost VETT a. s. zastupuje JUDr. Jiří Teryngel.
19. února 2008 společnost VETT a. s. oznámila, že z ekonomických důvodů není schopna dopravu dále zajišťovat. Městskou autobusovou dopravu tak od 20. února 2008 opět převzala bez výběrového řízení a formálně jako příležitostnou osobní dopravu (pro cestující bezplatně) ČSAD Semily a. s.
Mezitím ČSAD Semily a. s. zvítězila ve výběrovém řízení, jehož výsledek rada města schvalovala 27. února 2008, a městskou dopravu od začátku dubna převzala pod vlastním jménem na řádné licence a za jízdné (už od počátku března však bylo reformováno linkové vedení). František Homolka považoval za porušení zákona o zadávání veřejných zakázek, protože město tvrdilo, že se na toto koncesní řízení tento zákon nevztahuje.
ČSAD Semily a. s. odkoupila od předchozího dopravce 8 vozů: dva nízkopodlažní vozy Irisbus Citybus 12M, 2 nízkopodlažní vozy Irisbus Citelis 12M a 4 starší autobusy Karosa (po jednom kusu B 931 a B 951). Zároveň se v MHD objevily i mikrobusy Renault Master a Iveco Daily připomínající dodávkové automobily. Zároveň dopravce nasadil autobusy MAN D20, SOR BN 9,5 s manuální převodovkou, meziměstské nízkopodlažní autobusy Mercedes, meziměstský SOR C 9,5 a meziměstská Karosa C 954 E.
Vett a. s. se soudně domáhala náhrady škody a ušlého zisku za období platnosti smlouvy, která měla platit do roku 2013. V červnu 2008 v Brně proběhlo soudní řízení mezi žalovaným městem Česká Lípa a žalující společností VETT. Žaloba byla zamítnuta.
Krajský úřad Libereckého kraje v roce 2010 rozhodl, že nároky města Česká Lípa vůči společnosti Vett jsou neopodstatněné. Starostka města chce kauzu předložit Ústavnímu soudu.

### Výběrové řízení a ČSAD Jablonec nad Nisou
V únoru 2010 byl oznámen výsledek výběrového řízení na provozování MHD v České Lípě a Sosnové na roky 2011–2018. Soutěže se zúčastnil dosavadní dopravce ČSAD Semily a. s., dále dopravce ČSAD Jablonec nad Nisou a. s., v němž má ČSAD Semily většinový podíl a který s ní má být zfúzován, a Veolia Transport. Nejnižší cenou zvítězila ČSAD Jablonec nad Nisou a. s., 39 Kč za kilometr (z novinové zprávy není zřejmé, zda jde o náklady nebo dotaci).

### BusLine
ČSAD Semily a. s. a ČSAD Jablonec nad Nisou a. s. od 13. prosince 2010 (termín platnosti nových jízdních řádů) zanikly a jejich právním nástupcem se stala nová společnost BusLine a. s. Fakticky tak ke změně dopravce nedošlo, autobusy však jezdí pod novou značkou.
Místostarosta Jurajem Raninec (ODS) prosazoval společný dopravní podnik města a BusLine, tento záměr na poslední chvíli zásluhou opozice nevyšel. Radnice proto vypsala výběrové řízení. Bezprostředně před komunálními volbami v roce 2018 podepsala v pátek 5. října 2018 starostka Romana Žatecká (ČSSD) se společností BusLine smlouvu na dalších 10 let v hodnotě 770 milionů Kč. Údajně tak učinila bez vědomí zastupitelstva, na základě rozhodnutí rady, učiněného v neúplné sestavě 5 členů, přičemž pro hlasovali představitelé ČSSD a ODS, zatímco zástupci PRO Českou Lípu se hlasování zdrželi. Zastupitel Tomáš Vlček (NaS) to označil za prasárnu galaktických rozměrů. Lídryně ANO Jitka Volfová označila za naprosto nemorální a neuvěřitelné, že rada města schválila v den voleb největší zakázku za čtyřleté období i přesto, že je všeobecně známo, že nadpoloviční většina zastupitelstva s tím nesouhlasí. Petra Chocová (PRO Českou Lípu) řekla, že legální postup to podle ní rozhodně není, protože to mělo rozhodovat zastupitelstvo. Podle ní to byl něčí delší dobu promyšlený plán, jak obejít ostatní zastupitele. Zdeněk Ježák (NaS) řekl, že ODS a ČSSD uzavřely největší smlouvu v dějinách města v den voleb, navíc se společností, kterou vyšetřuje Národní centrála proti organizovanému zločinu, a navíc na mimořádném jednání, kde několika radním smlouvu položili na stůl. To je podle něj nevídané a podezřelé, ale nikoli překvapivé. Petr Jeník (Piráti) řekl, že celé je to podivné – už jen to, že ve výběrovém řízení požadovali seznam řidičů, přepálená cena za kilometr, rychlost dokončení výběrka, aby to stihli ještě oni, tajnůstkaření okolo celé věci, kdy se i zastupitelé o uzavření smlouvy dozvědí až po jejím podepsání. Celé to podle Jeníka musí přezkoumat skutečně nezávislý arbitr.
Vedení radnice ve společném prohlášení na internetových stránkách města pouze uvedlo, že motivací k urychlenému podpisu smlouvy byla obava o to, aby 1. ledna vyjely ve městě autobusy.  Rozhodnutí podle starostky muselo padnout, aby se nakonec nejezdilo dráž, než je současná vysoutěžená cena, která je podle ní srovnatelná s jinými stejně velkými městy.

## Síť

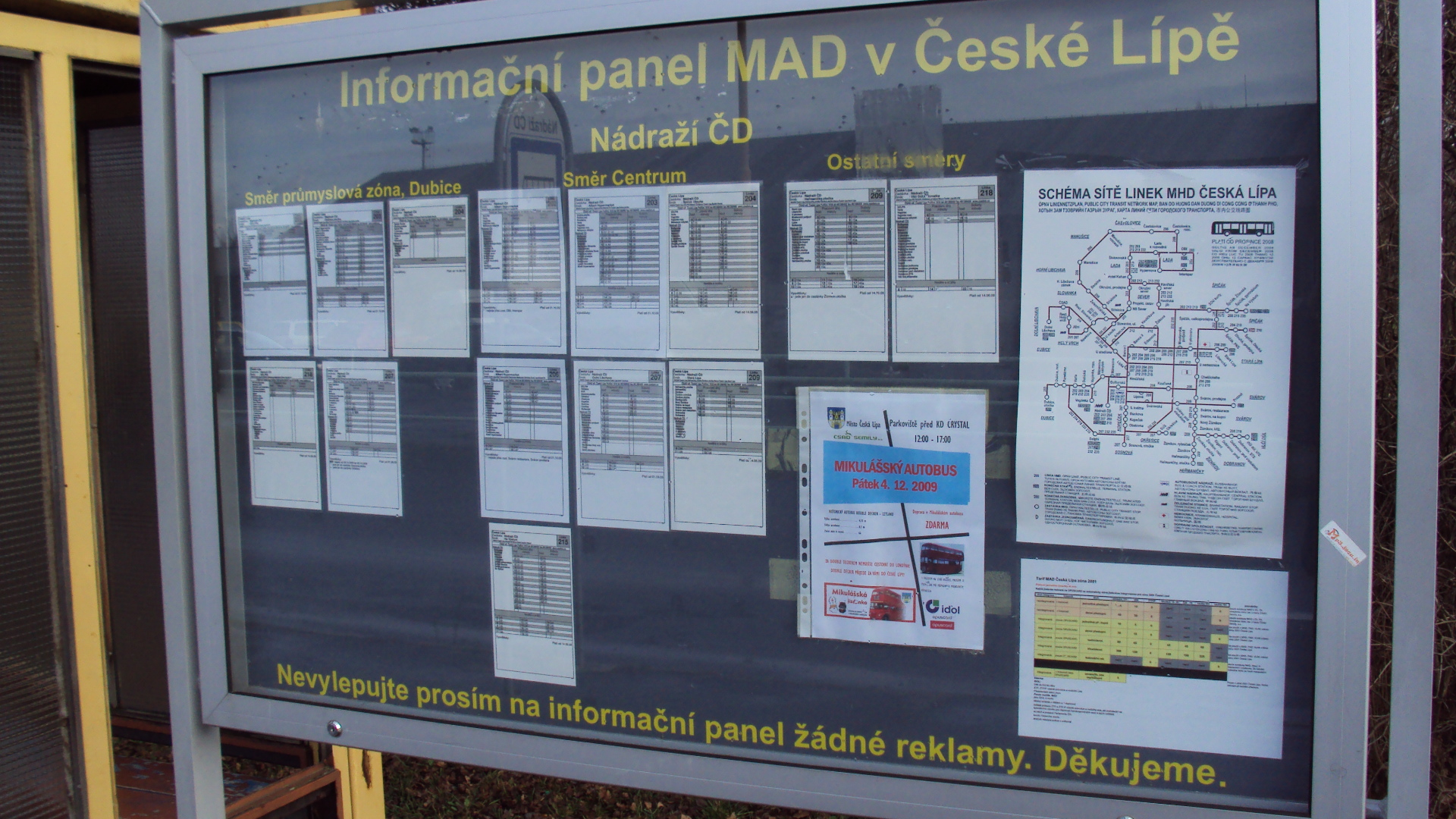
Infopanel MHD v České Lípě

Dopravce František Homolka převzal síť MHD po předchozím dopravci. Podle požadavků města docházelo zpočátku jen k dílčím úpravám.
V srpnu 2003 si město objednalo u pražské firmy DHV CR studii za 338 000 Kč, které měla posoudit systém městské dopravy a navrhnout změny. Jedním z cílů bylo přetáhnout do veřejné MHD cestující, které dosud přepravovali soukromí dopravci objednávaní k přepravě zaměstnanců zaměstnavateli v oblasti (např. Johnson Controls či Delphi Packard) a zvýšit tak využívanost MHD a její podíl v dopravě. Za vzor si město kladlo Jablonec nad Nisou, který je jen o málo větší, ale tamější MHD je mnohem více využívána. Podle studie využívali MHD hlavně děti a důchodci, zatímco ostatní obyvatele přepravuje buď smluvní doprava zaměstnavatelů, nebo se přepravují osobními automobily, pěšky a na jízdních kolech. Studie navrhovala v rámci optimalizace dosavadní počet 8 linek zvýšit na 12. Od začátku roku 2005 přibyla devátá linka (č. 10) a další tři linky se připravovaly. V listopadu 2005 již se místo plánovaných třech linek psalo jen o dvou, obě měly jezdit do průmyslové zóny. Dopravce VETT a. s. v roce 2006 požádal o licence na linky 11 a 12 bez nároku na finanční příspěvek města, licence byly uděleny s platností do 31. května 2009 a linky nebyly součástí smlouvy o závazku veřejné služby k zajištění dopravní obslužnosti města Česká Lípa. V srpnu 2006 dopravce předložil městu vyhodnocení dosavadního provozu a návrh na zařazení těchto dvou linek do závazku veřejné služby od 1. 1. 2007. Ačkoliv město zavedení těchto linek v rámci optimalizace schválilo usnesením zastupitelstva č. 346/2004, po několika urgencích místostarosta Jan Stejskal 30. listopadu 2006 poslal dopravci rozhodnutí, že se město na pokrytí ztráty z linek 11 a 12 v roce 2007 nebude podílet. Proto tyto dvě linky, 11 a 12, s koncem roku 2006 dopravce z ekonomických důvodů zrušil. Město s tím vyjádřilo nesouhlas. Poté tvořilo systém MHD opět jen 9 linek s čísly 1 až 10 (licenční čísla 505001 až 505010), číslo 9 bylo neobsazeno, linka 8 byla školní.
V prosinci 2006 město opět tvrdilo, že připravuje optimalizaci MHD, jejíž nová verze má být dokončena v lednu 2007. V srpnu 2007 město avizovalo na začátek roku 2008 optimalizaci na základě studie, kterou v prvním čtvrtletí roku 2007 zpracovala OREDO s. r. o. Optimalizace měla spočívat v zavedení taktové dopravy, zapracování návazností na regionální spoje, posílení ranních spojů do průmyslové zóny a posílení dopravy do okolních obcí. Zpracovatel nové studie, Oredo, se vyjádřil, že není znám důvod, proč město neudělalo nic pro zavedení původní optimalizace z roku 2003, která nebyla špatná.
Zastupitelstvo schválilo variantu optimalizace C podle studie společnosti OREDO. Starostka Hana Moudrá však po dopravci požadovala realizovat variantu A.
Od ledna 2008 byly opět zavedeny dvě linky do průmyslové zóny.
1. března 2008 byla změnou linkového vedení a zavedením nového způsobu číslování linek opět zahájena optimalizace systému MAD. K 1. září 2008 se počet linek MHD ustálil na 15 s čísly v rozmezí 202 až 235 (licenční čísla 505202 až 505235). Byla zavedena taktová doprava s páteřními linkami a proklady spojů na souběžných linkách. Pravidelně jsou nyní obsluhovány oblasti Dolní Libchavy, sídlišť Holý Vrch, Slovanka, Lada, Špičák, dále pak Staré Lípy, Žizníkova, Manušic, Vlčího Dolu, Častolovic, centra města, Kopečku, Dubice, obcí Horní Libchava a Sosnová.
Závěrečnou etapou optimalizace byl vstup do Integrované dopravy Libereckého kraje (IDOL), provedený 1. července roku 2009.. Do systému je začleněna řada dopravních společností a pro využití jeho výhod je třeba si koupit kartu Opuscard.

## Tarifní, odbavovací a informační systém
Nejméně do roku 1993 se používaly klasické děrovací jízdenky z předprodeje.
Do konce února 2008 autobusy, provozované společností VETT a. s., měly hlásiče zastávek, elektronické informační panely a palubní počítače Apex.
ČSAD Semily a. s. zahájila 26. srpna 2007 i 20. února 2008 dopravu autobusy bez elektronického informačního systému, číslo linky a směr byly uváděny na potištěném kancelářském papíru vloženém za čelní sklo. Hlásiče zastávek byly nefunkční.
Od dubna 2008 zahájila ČSAD Semily a. s. odbavování pomocí terminálů EMtest určených pro meziměstskou dopravu.
Koncem léta 2008 měl být do vozů namontován odbavovací a informační systém včetně hlásičů zastávek a čteček čipových karet.